# August Nordenskiöld
August Nordenskiöld, född 6 februari 1754 på Eriksnäs i Sibbo socken i Finland, död 10 december 1792 i Sierra Leone, var en svensk alkemist och bergshauptman.

## Biografi
August Nordenskiöld var son till Carl Fredric Nordenskiöld den äldre (släkten Nordenskiöld) till Ericsnäs och Frugård och Hedvig Märta Ramsay, samt bror till författaren Carl Fredric Nordenskiöld den yngre och amiralen Otto Henrik Nordenskiöld som upphöjdes till friherre.
August Nordenskiöld blev 1770 student vid Kungliga Akademien i Åbo och snart känd som mineralsamlare. Från Åbo, där han 1772 utgav en disputation Om tennets och dess malmers beskaffenhet, begav han sig till Stockholm, där han inskrevs som auskultant i Bergskollegium och fortsatte sina studier i mineralogi och kemi. Redan tidigt hade han påbörjat försöken att av guld framställa "de vises sten" och övergick alltmer till alkemi. Han blev även tidigt ivrig anhängare av Emanuel Swedenborg. Syftet med guldmakeriet var främst att omintetgöra penningtyranniet eller genom järnets förvandling till ädla metaller undergräva den jordiska rikedomens herravälde och bana väg för en social reform i filantropisk anda.
År 1779 begav han sig med understöd av kung Gustav III till London för att förbättra sina kunskaper i alkemi. Han lät där trycka början till en avhandling A Plain System of Alchymy, vilket arbete dock synes ha avbrutits och aldrig spridits. Han utgav även Swedenborgs epilog till "den sanna kristna religionen", men upplagan beslagtogs då han försökte införa den i Sverige. År 1780 återkom han "på konungens uttryckliga order" till Sverige och inrättade i största hemlighet en liten alkemistisk verkstad på Drottningholmsmalmen, där elden brann natt och dag. Kungen tröttnade dock snart på att bekosta det lönlösa företaget. År 1782 utnämndes Nordenskiöld till bergshauptman i Finland, men tydligen utan skyldighet att sköta tjänsten. Han verkade främst inom den svedenborgska församlingen och blev 1784 en trägen medarbetare i den starkt swedenborgska tidningen Aftonbladet.
Åren 1785–1787 vistades Nordenskiöld i Finland, där han i Nystad anlade en ny guldmakarverkstad och till medhjälpare fick en ung ingenjör Bergklint, även han swedenborgare. När även denna fabrik gick under på grund av bristande medel, inrättades av Gustav III:s gunstling baron Adolf Fredrik Munck en ny hemlig verkstad på Drottningholm för Nordenskölds och Bergklints räkning. Då Nordenskiöld inte kunde dra jämnt med Munck, begav han sig 1789 åter till England. Sina återstående år tillbringade han mest på resor mellan detta land, Frankrike och Sverige samt utgav åtskilliga skrifter, såsom Plan for a Free Community upon the Coast of Africa (1789) och Församlingsformen uti det Nya Jerusalem (1790).
I januari 1792 avseglade han till Sierra Leone för att i egenskap av bergsman delta i en på samma gång vetenskaplig och filantropisk expedition till denna kust. Avsikten förefaller även ha varit att där upprätta ett swedenborgskt idealsamhälle.

## Död
En uppfattning om att August Nordenskiöld skulle ha dött som en följd av att han misshandlats av infödda har länge levt kvar. Om Nordenskiölds sista tid berättar den svenske naturforskaren Adam Afzelius i ett brev daterat julen 1792 i Freetown och riktat till brodern Carl Fredrik, att Nordenskiöld insjuknat i en häftig febersjukdom i mitten av juli. Han tillfrisknade snabbt men inte fullständigt. Nordenskiöld insisterade på att ta sig längre in i landet och bli rik snabbt. Han begav sig av i september och återvände halvdöd och fattigare än vid avresan i början av november. Därefter var han sängbunden, besvärad av någon slags lungsjukdom, och trots vänners och läkares omsorger blev han svagare för var dag som gick. Själv trodde han sig intill sin sista dag vara på bättringsvägen. Slutligen insomnade han stilla den 10 december och begravdes följande dag.

## Tryckta skrifter
- August Nordenskiöld, Alkemi, utopi, kärleksmagi. Tryckta och otryckta skrifter 1776-1792 om guldmakeri, swedenborgianism, simning, idealsamhällen, bergskonst, mänskliga rättigheter och diverse andra ämnen. Redaktion, inledning, kommentarer, översättningar: Kjell Lekeby & Carl-Michael Edenborg. Efterord: Christer Böke. Malmö 2021